# 352 г. пр.н.е.
352 (триста петдесет и втора) година преди новата ера (пр.н.е.) е година от доюлианския (Помпилийски) римски календар. По това време е известна като годината на консулството на Попликола и Рутил (или по-рядко 402 година Ab urbe condita). Наименованието 352 г. пр.н.е. за тази година се използва от ранния средновековен период, когато летоброенето след Христа става преобладаващият метод в Европа за именуване на години.

## Събития

### В Древна Гърция
- След два първоначални опита, Филип II Македонски прогонва фокидите на юг, побеждавайки ги в битката на крокусово поле. Атина и Спарта идват на помощ на фокидите и Филип е блокиран при Термопилите. Филип не се опитва да напредне в централна Гърция, докато атиняните заемат този проход. С тази победа Филип печели слава като праведен отмъстител на Аполон, тъй като фокидският генерал Ономарх е ограбил свещената съкровищница на Делфи, за да плати на своите наемници. Тялото на Ономарх е разпънато на кръст, а затворниците са удавени съгласно традиционните изисквания за крадците на храмове.
- След това Филип тръгва срещу Тракия. Eкспедицията му в Тракия е успешна, като постига стабилно господство в страната, и отвежда като заложник сина на Керсеблепт, царя на Тракия. Победата на Филип II в Тесалия му носи победа и при избора за архонт на Тесалийската лига.

## Родени
Село Садово е разположено всред живописни полегати гънки на южните поли на средния клон на Източна Стара планина, губещи се в долината на река Луда Камчия, обградено от всички страни с хубави широколистни дъбови и букови гори. Неговото землище, заемайки южните разклонения на Върбишкия проход, осигурява леки речни подстъпи към същия и по този начин заема ключово място в него. 
Селото е обградено от две неголеми планински реки “Канара дере”, от източната страна и “Сулу дере” от западната, които на около 500 метра южно от селото се сливат в една река, наречена “Дермен дере”, вливаща се в река Луда Камчия до село Бероново. 
Село Садово е разположено на пътя свързващ Върбишкия с Котленския проход и от там с градовете Котел, Сливен, Ямбол, Шумен, Омуртаг, Сунгурларе, Карнобат. Най-близко разположените селища са Медвен (родното място на Захари Стоянов), Бероново, Везенково и Дъбовица (Шехово).
От кои години село Садово е заселено в тази местност не се знае, защото следите му се губят в далечното историческо минало, сливайки се с тракийски и селищни могили и по-късно с  римски  строежи из околността. Местността е осеяна със следи от много стари жилищни,отбранителни и други градежи.
Това е азбуката за историята на с.Садово, но за да бъде тя разчетена, следва да се дешифрира. 
Съдбоносните превратни времена, които селото е преживяло в своето историческо минало, са заличили много от показателите на неговото съществуване и затова се срещат големи, граничещи до непреодолимост трудности за опознаване цялостното му съществуване. По тази причина повечето от сведенията се основават най-вече върху многото следи от старинни градежи, остатъци от домашни потреби и други археологически находища из околността. 
Единственото, автентично писмено сведение, което поддържа становището, че Садово близо три века, преди освобождението от турско владичество е съществувало, като отделно селище, е издаденият от турския султан Селим ІІ (1566 - 1574г.)  “Хюдют” за селото.
Въпросният документ, написан на турски език и преведен в последствие на български с чудно красив курсив се е пазил и предавал най-грижливо векове наред, докато в средата на четиридесетте години на 20 век (1944 - 1946г.) изчезва безследно.
Дали това се дължи на небрежност от страна на тогавашния секретар-бирник или на небрежност от страна на ръководството на Селсъвета в с. Бероново, когато общинската архива при закриване на селсъвета в Садово (1959г.) се пренася в Бероново (1963г.) не се знае. Този документ  е ценен, като исторически паметник за селото, което е видно от грижите полагани за опазването му векове наред. ( 1* )
Запазеното до сега българско име на селото, ясно доказва, че то е съществувало още преди падането на България под турско владение. Въпреки всичко, много тъмна, дори до неузнаваемост е историята на с.Садово. 
Съществуват предания, че селото първоначално е било разположено западно от сегашното си местонахождение, между реката и хребета (Баира). Това се  поддържа и в преданията на по-старите турци от селото и от факта, че на първия завой по шосето за Медвен са били старите турски гробища.
В последствие, постепенно селището се е премествало на изток докато заеме сегашното си разположение. Още се помнят съществуващите до скоро  турски гробища непосредствено до Горското стопанство, в двора на Никола Ненчев и на поляната северно от Горското стопанство. В читалищната библиотека на селото, функционирала до 1991 година, се е  намирала  книга - “Сборник на селищата в България” издание след 1944 година. Този сборник е придружен с кратки исторически бележки за всяко селище в България и там е записано, че село Садово е съществувало от преди 600 и повече години (вероятно се е правило заключение от българското име на селото, което показва че  то е съществувало  преди падането на България под турско владичество), и че  то е било махала от римското селище Новачка.

## Починали
Село Садово е разположено всред живописни полегати гънки на южните поли на средния клон на Източна Стара планина, губещи се в долината на река Луда Камчия, обградено от всички страни с хубави широколистни дъбови и букови гори. Неговото землище, заемайки южните разклонения на Върбишкия проход, осигурява леки речни подстъпи към същия и по този начин заема ключово място в него. 
Селото е обградено от две неголеми планински реки “Канара дере”, от източната страна и “Сулу дере” от западната, които на около 500 метра южно от селото се сливат в една река, наречена “Дермен дере”, вливаща се в река Луда Камчия до село Бероново. 
Село Садово е разположено на пътя свързващ Върбишкия с Котленския проход и от там с градовете Котел, Сливен, Ямбол, Шумен, Омуртаг, Сунгурларе, Карнобат. Най-близко разположените селища са Медвен (родното място на Захари Стоянов), Бероново, Везенково и Дъбовица (Шехово).
От кои години село Садово е заселено в тази местност не се знае, защото следите му се губят в далечното историческо минало, сливайки се с тракийски и селищни могили и по-късно с  римски  строежи из околността. Местността е осеяна със следи от много стари жилищни,отбранителни и други градежи.
Това е азбуката за историята на с.Садово, но за да бъде тя разчетена, следва да се дешифрира. 
Съдбоносните превратни времена, които селото е преживяло в своето историческо минало, са заличили много от показателите на неговото съществуване и затова се срещат големи, граничещи до непреодолимост трудности за опознаване цялостното му съществуване. По тази причина повечето от сведенията се основават най-вече върху многото следи от старинни градежи, остатъци от домашни потреби и други археологически находища из околността. 
Единственото, автентично писмено сведение, което поддържа становището, че Садово близо три века, преди освобождението от турско владичество е съществувало, като отделно селище, е издаденият от турския султан Селим ІІ (1566 - 1574г.)  “Хюдют” за селото.
Въпросният документ, написан на турски език и преведен в последствие на български с чудно красив курсив се е пазил и предавал най-грижливо векове наред, докато в средата на четиридесетте години на 20 век (1944 - 1946г.) изчезва безследно.
Дали това се дължи на небрежност от страна на тогавашния секретар-бирник или на небрежност от страна на ръководството на Селсъвета в с. Бероново, когато общинската архива при закриване на селсъвета в Садово (1959г.) се пренася в Бероново (1963г.) не се знае. Този документ  е ценен, като исторически паметник за селото, което е видно от грижите полагани за опазването му векове наред. ( 1* )
Запазеното до сега българско име на селото, ясно доказва, че то е съществувало още преди падането на България под турско владение. Въпреки всичко, много тъмна, дори до неузнаваемост е историята на с.Садово. 
Съществуват предания, че селото първоначално е било разположено западно от сегашното си местонахождение, между реката и хребета (Баира). Това се  поддържа и в преданията на по-старите турци от селото и от факта, че на първия завой по шосето за Медвен са били старите турски гробища.
В последствие, постепенно селището се е премествало на изток докато заеме сегашното си разположение. Още се помнят съществуващите до скоро  турски гробища непосредствено до Горското стопанство, в двора на Никола Ненчев и на поляната северно от Горското стопанство. В читалищната библиотека на селото, функционирала до 1991 година, се е  намирала  книга - “Сборник на селищата в България” издание след 1944 година. Този сборник е придружен с кратки исторически бележки за всяко селище в България и там е записано, че село Садово е съществувало от преди 600 и повече години (вероятно се е правило заключение от българското име на селото, което показва че  то е съществувало  преди падането на България под турско владичество), и че  то е било махала от римското селище Новачка.